# James Jones
James Ramon Jones (Robinson (Illinois), 6 november 1921 – Southampton (New York), 9 mei 1977) was een Amerikaans schrijver.

## Leven en werk
Het leven van Jones werd in belangrijke mate bepaald door zijn ervaringen in het leger tijdens de Tweede Wereldoorlog. Zijn bekendste werken zijn From Here to Eternity (1951), The Thin Red Line (1962) en het postuum verschenen Whistle (1978). De romans beschrijven respectievelijk het leven in het leger vóór de aanval op Pearl Harbor, tijdens en na de oorlog. De helden worden getekend als individualisten. De belangrijkste waarden zijn de onafhankelijkheid van het individu en de mannelijke kameraadschap, welke verdedigd worden tegen de druk van het systeem en tegen de ‘liefde’ van naar status hunkerende vrouwen.
Jones verbleef tussen 1958 en 1974 in Parijs, hetgeen resulteerde in The Merry Month of May (1971), een roman over de mei-revolte van 1968. Jones schreef ook een aantal romans (Some Came Running, Go to the Widow-Maker) waarin hij het probleem van het schrijverschap behandelde: hoe intellectuele arbeid als onmannelijk wordt ervaren en daarmee kameraadschap, als beschreven in zijn legerromans, in de weg staat.
Jones overleed op 55-jarige leeftijd aan een hartaanval.

## Trivia
- Jones ontving in 1952 voor From Here to Eternity de National Book Award.
- From Here to Eternity werd in 1999 opgenomen in Modern Library’s lijst van 100 beste Engelstalige romans uit de twintigste eeuw.
- Diverse romans van Jones werden succesvol verfilmd, waaronder From Here to Eternity (1953, met Burt Lancaster en Frank Sinatra) en The Thin Red Line (1998, met Sean Penn in de hoofdrol).